# ملك إيطاليا

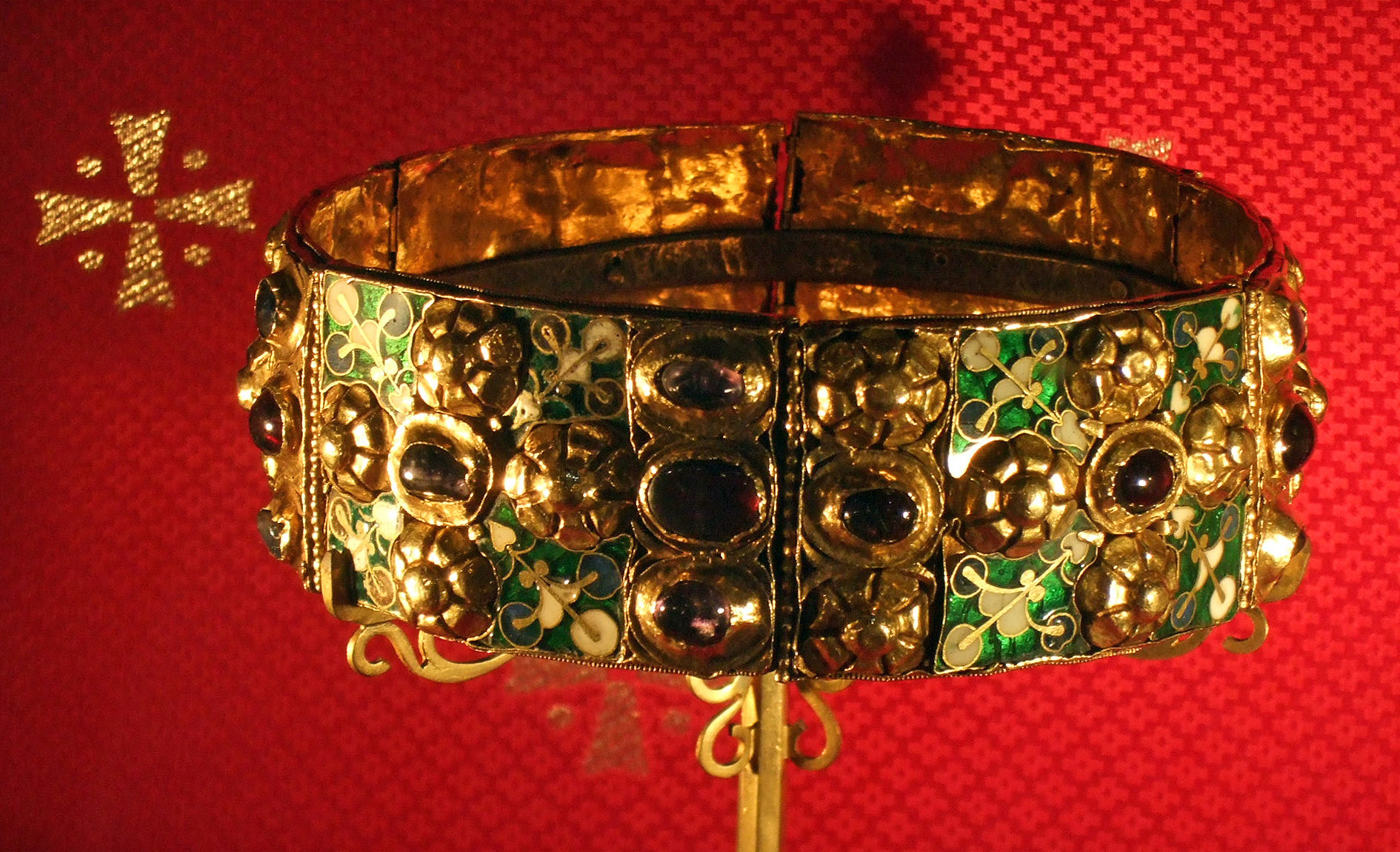
تاج لومبارديا الحديدي

شعار نبالة مملكة إيطاليا 1870

ملك إيطاليا هو لقب تبناه العديد من الحكام في شبه الجزيرة الإيطالية بعد سقوط الإمبراطورية الرومانية. ومع ذلك لم يحكم شبه الجزيرة كلها ملك واحد حتى فيكتور ايمانويل في عام 1870 على الرغم من زعم البعض لهذه السلطة.
بعد خلع الإمبراطور الروماني رومولوس اوغسطولوس عام 476 عين الزعيم الهيرولي أودواكر دوقاً لإيطاليا من قبل الإمبراطور البيزنطي زينون. اتخذ في وقت لاحق لقب ملك (لكن ليس ملك إيطاليا) رغم أنه قدم نفسه دائماً كضابط من الحكومة الشرقية. في 493م هزم ملك القوط الشرقيين ثيودوريك العظيم أودواكر وأقام سلالة جديدة [الإنجليزية] من ملوك إيطاليا. انتهى حكم القوط الشرقيين عندما عادت إيطاليا إلى الإمبراطورية البيزنطية عام 552.
غير أن هذا الوضع لم يدم طويلاً. في 568 دخل اللومبارديون شبه الجزيرة وانطلقوا لتكوين مملكة بربرية معارضة للإمبراطورية وفرضوا سلطتهم على جزء كبير من إيطاليا (لومبارديا خاصة) إلا إكسرخسية رافينا ودوقيات روما والبندقية ونابولي والأجزاء الجنوبية. خلال القرنين التاليين تحارب البيزنطيون واللومبارديون للهيمنة على شبه الجزيرة.
سمح الملك في القرن الثامن بين الرومان الطليان والإمبراطورية البيزنطية للومبارديين بالسيطرة على ما تبقى من الجيوب الرومانية في شمال إيطاليا. مع ذلك في 774 تغلب عليهم الفرنجة تحت حكم شارلمان الذي خلع ملكهم واتخذ لنفسه لقب ملك اللومبارديين. ضمن الإمبراطورية الفرنجية حكم إيطاليا ملك إيطاليا. دمجت هذه المملكة في الإمبراطورية الرومانية المقدسة من قبل أوتو الأول. اتخذ جميع الأباطرة اللاحقين ذات اللقب وتوج أغلبهم في حين ما في العاصمة القديمة للومبارديا بافيا قبل تتويجهم الرسمي في روما. رغم ذلك حكم الأباطرة أجزاء محددة فقط من إيطاليا وتشكلت العديد من الدول المستقلة في شبه الجزيرة على مدى القرون اللاحقة وكان منها ممالك مثل مملكة صقلية ومملكة نابولي.
خلال صلح وستفاليا في عام 1648 خسرت الإمبراطورية الرومانية المقدسة أغلب الأراضي الإيطالية ولم يحمل العرش الإيطالي أي أهمية بعدها سواء بحكم الواقع أو بحكم القانون. في 1805، سعى نابليون بونابرت لضم التراث اللومباردي إلى فرنسا مرة أخرى وتوج بالتاج اللومباردي الحديدي في بافيا. في العام التالي تنازل الإمبراطور فرانسيس الثاني له عن اللقب. من خلع نابليون (1814) حتى الوحدة الإيطالية (1861) لم يوجد من يطالب بلقب ملك إيطاليا. أسست حركة توحيد إيطاليا أسرة حاكمة من بيت سافوي على كامل شبه الجزيرة موحدة ممالك سردينيا والصقليتين. انتهت الملكية بعد أن أجري استفتاء عام 1946 لتحل محلها الجمهورية.

## قائمة حكام

### ريكس إيطاليا
- أودواكر (476–493)

### مملكة القوط الشرقيين(493–553)
- تيودوريكو العظيم (493–526)
- أتالاريكو (526–534)
- تيوداتو (534–536)
- فيتيجي (536–540)
- إلديبادو (540–541)
- إراريكو (541)
- توتيلا (541–552)
- تيا (552–553)

### مملكة لومبارديين(568–814)
- ألبوينو (568–572)
- كليفي (572–574)
- حكم الدوقات (فترة خلو العرش استمرت طيلة عشرة سنوات)
- أوتاري (584–590)
- أغيلولفو (591–ح. 616)
- أدالوالدو (ح. 616–ح. 626)
- أريوالدو (ح. 626–636)
- روثاري (636–652)
- رودوالدو (652–653)
- أريبرتو الأول (653–661)
- بيرتاريتو وغوديبرتو (661–662)
- غريموالدو (662–671)
- بيرتاريتو (671–688)، أُعيد من المنفى
- الأهيس (688–689)، اغتصب
- كونيبيرتو (688–700)
- ليوتبرتو (700–701)
- راجيمبيرتو (701)
- أريبرتو الثاني (701–712)
- أنسبراندو (712)
- ليوتبراندو (712–744)
- هيلدبراندو (744)
- راتيس (744–749)
- أستولفو (749–756)
- ديسيديريو (756–774)
- كارلو الأول شارلمان (774–814)

### مملكة إيطاليا(781–963)

#### سلالة الكارولنجية(781–888)
- بيبينو (781–810)
- برناردو (810–818)
- لودوفيكو الأول (818–822)
- لوتاريو الأول (822–855)
- لودوفيكو الثاني (844–875)
- كارلو الثاني الأصلع (875–877)
- كارلومانو (877–879)
- كارلو البدين (879–887)

#### عدم الاستقرار (888–962)
بعد 887، دخلت إيطاليا في حالة عدم الاستقرار مع العديد من الحكام الذين ادعوا الملكية في وقت واحد:
- بيرنغاريو الأول (888–896)

إقطاعية من قبل الملك الألماني أرنولفو من كارينثيا، وأيضا مارغريف فريولي 889-894، خُلع من قبل أرنولفو في 896.
- غيدو من سبوليتو (889–899)

خصم برنغار، حكم معظم الأجزاء في إيطاليا، خلع من قبل أرنولفو.
- لامبيرتو من سبوليتو (891–896)

ملك بالمشاركة مع والده قبل 894, وأيضا دوق سبوليتو 894–895.
- أرنولفو من كارينثيا (894–899)[3]
  - راتولدو (ملك بالاشتراك 896)

في 896، فقد أرنولفو وراتولدو السيطرة على إيطاليا، فـ إيطاليا قسمت بين بيرنغاريو ولامبيرتو:
- بيرنغاريو الأول (896–924)

استولى على جزء لامبيرتو بعد وفاة الأخير في 898: (896–898)
- لودوفيكو الثالث الأعمى من بروفانس (900-905)

خصم بيرنغاريو بين 900-902 و 905.
- رودولفو الثاني من بورغندي (922–933)

هزم بيرنغاريو، ولكنه فر من إيطاليا في 926.
- أوغو من آرل (926–947)

انتخب من قبل أنصار بيرنغاريو في 925.
- لوتاريو الثاني (945–950)
- بيرنغاريو الثاني من إيفريا (950–961)

بالمشاركة مع أبنه:
- أدالبرتو الثاني من إيفريا (950–963)

في 951 أوتوني الأول ملك ألمانيا توج في إيطاليا بـ تاج لومبارديا الحديدي، في 952، أصبح بيرنغاريو وأبنه أدالبرتو إقطاعيين التابعيين له، ومع ذلك بقوا ملوك حتى خلعهم من قبل أوتوني.

### الأباطرة الرومان المقدسة يتوجون كـ ملوك إيطاليا (962–1556)

#### سلالة أوتونية(962–1024)
| الصورة | الاسم                   | فترة حياته                 | تتويج         | توقف عن استخدام اللقب |
| ------ | ----------------------- | -------------------------- | ------------- | --------------------- |
|        | أوتوني الأول            | 23 نوفمبر 912 - 7 مايو 973 | 962           | 7 مايو 973            |
|        | أوتوني الثاني           | 955 - 7 ديسمبر 983         | ح. أكتوبر 980 | 7 ديسمبر 983          |
|        | أوتوني الثالث           | 980 - 23 يناير 1002        | ح. فبراير 996 | 23 يناير 1002         |
|        | أردوينو الأول من إيفريا | 955 - 1015                 | 1002          | 1014                  |
|        | إنريكو الثاني           | 6 مايو 973 - 13 يوليو 1024 | 1004          | 13 يوليو 1024         |

#### سلالة ساليان(1027–1125)
| الصورة | الاسم                     | فترة حياته                     | تتويج | توقف عن استخدام اللقب |
| ------ | ------------------------- | ------------------------------ | ----- | --------------------- |
|        | كورادو الثاني             | 990 - 4 يونيو 1039             | 1026  | 4 يونيو 1039          |
|        | إنريكو الثالث             | 29 أكتوبر 1017 - 5 أكتوبر 1056 | 1039  | 5 أكتوبر 1056         |
|        | إنريكو الرابع             | 11 نوفمبر 1050 - 7 أغسطس 1106  | 1056  | ديسمبر 1105           |
|        | كورادو الثاني ملك إيطاليا | 1074 - 1101                    | 1093  | 1101                  |
|        | إنريكو الخامس             | 8 نوفمبر 1086 - 23 مايو 1125   | 1106  | 23 مايو 1125          |

#### أسرة سوبلينبورغ(1125–1137)
| الصورة | الاسم                      | فترة حياته                   | تتويج | توقف عن استخدام اللقب |
| ------ | -------------------------- | ---------------------------- | ----- | --------------------- |
|        | لوتاريو الثالث (أو الثاني) | 9 يونيو 1075 - 4 ديسمبر 1137 | 1125  | 4 ديسمبر 1137         |

#### سلالة هوتفيل(1130–1154)
روجر الثاني استخدم اللقب ملك صقلية وإيطاليا حتى 1135 على الأقل; وفي وقت لاحق استخدام فقط لقب ملك صقلية، أبوليا وكالابريا، على الرغم من أن سلطته امتدت لجنوب إيطاليا فقط إلا أنه لم يحكم رسمياً مملكة إيطاليا، ولم يدعي خلفائه لقب ملك إيطاليا.
| الصورة | الاسم         | فترة حياته                      | تتويج          | توقف عن استخدام اللقب |
| ------ | ------------- | ------------------------------- | -------------- | --------------------- |
|        | روجيرو الثاني | 22 ديسمبر 1095 - 26 فبراير 1154 | 25 ديسمبر 1130 | 26 فبراير 1154        |

#### سلالة هوهنشتاوفن(1128–1197)
| الصورة | الشعار | الاسم                  | فترة حياته                   | تتويج                                      | توقف عن استخدام اللقب |
| ------ | ------ | ---------------------- | ---------------------------- | ------------------------------------------ | --------------------- |
|        |        | كورادو الثالث          | 1093 - 15 فبراير 1152        | 1138 (وأيضا توج في 1128 كمعارض لـ لوتاريو) | 1152                  |
|        |        | فيديريكو الأول بربروسا | 1122 - 10 يونيو 1190         | 1154                                       | 1186                  |
|        |        | إنريكو السادس          | نوفمبر 1165 - 28 سبتمبر 1197 | 1186                                       | 28 سبتمبر 1197        |

#### أسرة فلف(1208–1212)
| الصورة | الشعار | الاسم         | فترة حياته                  | تتويج | توقف عن استخدام اللقب |
| ------ | ------ | ------------- | --------------------------- | ----- | --------------------- |
|        |        | أوتوني الرابع | 1175 أو 1176 - 19 مايو 1218 | 1209  | 1212                  |

#### أسرة هوهنشتاوفن(1212–1254)
| الصورة | الشعار | الاسم                            | فترة حياته                      | تتويج         | توقف عن استخدام اللقب |
| ------ | ------ | -------------------------------- | ------------------------------- | ------------- | --------------------- |
|        |        | فيديريكو الثاني (فريدريش الثاني) | 26 ديسمبر 1194 – 13 ديسمبر 1250 | 5 ديسمبر 1212 | 13 ديسمبر 1250        |
|        |        | إنريكو (هاينريش (السابع))        | 1211 – 12 فبراير 1242           | 23 أبريل 1220 | 12 فبراير 1242        |
|        |        | كورادو الرابع (كونراد الرابع)    | 25 أبريل 1228 – 21 مايو 1254    | مايو 1237     | 21 مايو 1254          |

#### أسرة لوكسمبورغ(1311–1313)
| الصورة | الشعار | الاسم         | فترة حياته           | تتويج        | توقف عن استخدام اللقب |
| ------ | ------ | ------------- | -------------------- | ------------ | --------------------- |
|        |        | إنريكو السابع | 1275 - 24 أغسطس 1313 | 6 يناير 1311 | 24 أغسطس 1313         |

#### أسرة فيتلسباخ(1327–1347)
| الصورة | الشعار | الاسم           | فترة حياته                    | تتويج | توقف عن استخدم اللقب |
| ------ | ------ | --------------- | ----------------------------- | ----- | -------------------- |
|        |        | لودوفيكو الرابع | 1 أبريل 1282 - 11 أكتوبر 1347 | 1327  | 11 أكتوبر 1347       |

#### أسرة لوكسمبورغ(1355–1437)
| الصورة | الشعار | الاسم        | فترة حياته                     | تتويج | توقف عن استخدام اللقب |
| ------ | ------ | ------------ | ------------------------------ | ----- | --------------------- |
|        |        | كارلو الرابع | 14 مايو 1316 - 29 نوفمبر 1378  | 1355  | 29 نوفمبر 1378        |
|        |        | سيغيسموندو   | 14 فبراير 1368 - 9 ديسمبر 1437 | 1431  | 9 ديسمبر 1437         |

#### أسرة هابسبورغ(1437–1556)
| الصورة | الشعار | الاسم           | فترة حياته                      | تتويج          | توقف عن استخدام اللقب |
| ------ | ------ | --------------- | ------------------------------- | -------------- | --------------------- |
|        |        | فيديريكو الثالث | 21 سبتمبر 1415 - 19 أغسطس 1493  | 16 مارس 1452   | 19 أغسطس 1493         |
|        |        | كارلو الخامس    | 24 فبراير 1500 - 21 سبتمبر 1558 | 24 فبراير 1530 | 16 يناير 1556         |

كارلو الخامس كان أخر إمبراطور يتوج كـ ملك إيطاليا أو يستخدم اللقب، ومع صلح وستفاليا في 1648، انتهى حكم الأباطرة على كامل إيطاليا، ومع ذلك استمرت الإمبراطورية في المطالبة بالأراضي في شمال إيطاليا حتى حلها في 1806.

### مملكة إيطاليا النابوليونية(1805–1814)،أسرة بونابرت
| الصورة | الشعار | الاسم           | فترة حياته                   | تتويج         | توقف عن استخدام اللقب |
| ------ | ------ | --------------- | ---------------------------- | ------------- | --------------------- |
|        |        | نابليوني الأول  | 15 أغسطس 1769 - 5 مايو 1821  | 17 مارس 1805  | 11 أبريل 1814         |
|        |        | نابليوني الثاني | 20 مارس 1811 - 22 يوليو 1832 | 11 أبريل 1814 | 25 مايو 1814          |

### مملكة إيطاليا(1861–1946)،أسرة سافوي
| الصورة | الشعار | الاسم                   | فترة حياته                      | أصبح ملكاً     | توقف عن استخدام الملك |
| ------ | ------ | ----------------------- | ------------------------------- | ------------- | --------------------- |
|        |        | فيتوريو إمانويلي الثاني | 14 مارس 1820 - 9 يناير 1878     | 17 مارس 1861  | 9 يناير 1878          |
|        |        | أومبيرتو الأول          | 14 مارس 1844 - 29 يوليو 1900    | 9 يناير 1878  | 29 يوليو 1900         |
|        |        | فيتوريو إمانويلي الثالث | 11 نوفمبر 1869 - 28 ديسمبر 1947 | 29 يوليو 1900 | 9 مايو 1946           |
|        |        | أومبرتو الثاني          | 15 سبتمبر 1904 - 18 مارس 1983   | 9 مايو 1946   | 12 يونيو 1946         |